# District de la Saskatchewan
Pour les articles homonymes, voir Saskatchewan.
1882–1905
Entités précédentes :
- Territoires du Nord-Ouest

Entités suivantes :
- Saskatchewan
- Alberta
- Manitoba

Le district de la Saskatchewan est un district historique des Territoires du Nord-Ouest au Canada.

## Étymologie
Son nom vient de la rivière Saskatchewan, dont le nom en langue crie signifie « (rivière) rapide » (kisiskatchewan).

## Histoire

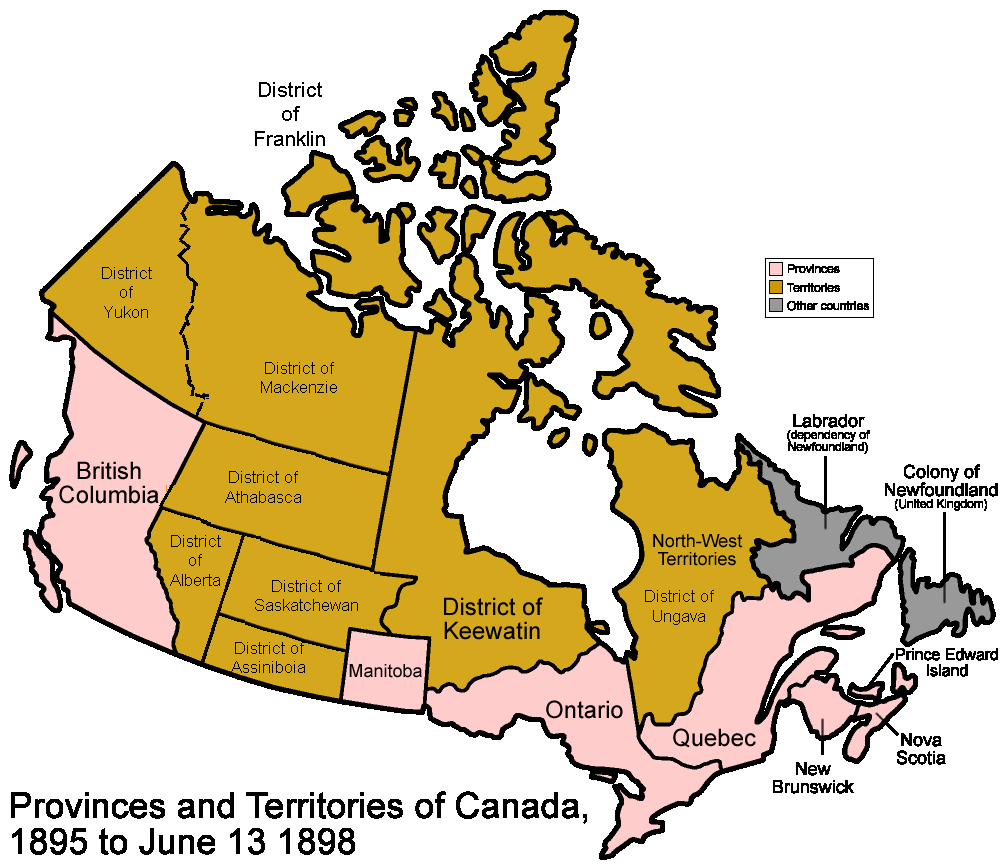
Provinces et territoires du Canada entre 1895 et 1898.

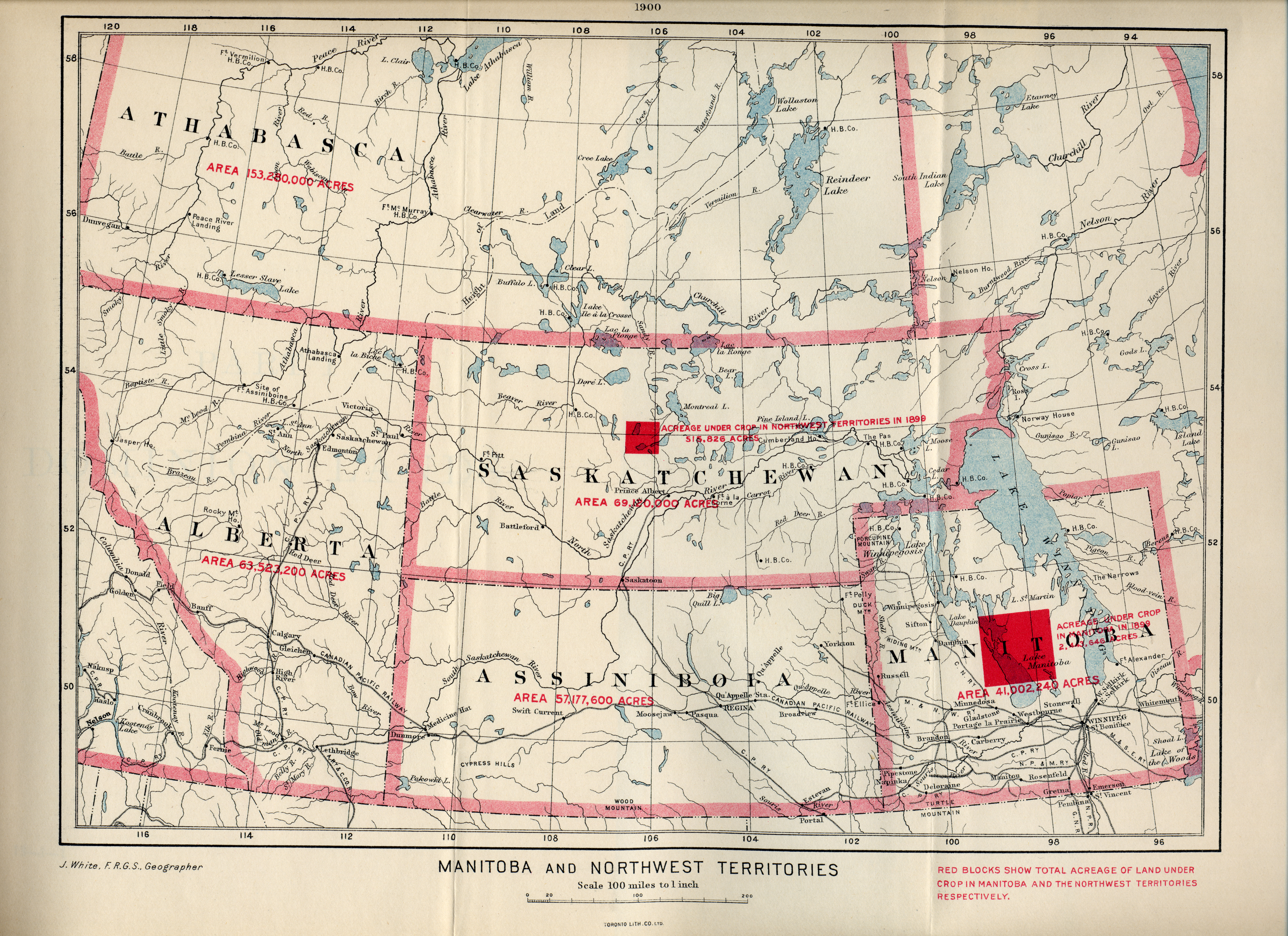
Une carte de 1900 montrant les limites des districts d'Athabasca, d'Alberta, d'Assiniboia et de Saskatchewan.

Le district de la Saskatchewan fut l'un des quatre districts des Territoires du Nord-Ouest créés en 1882.
On l'appelait District provisoire de la Saskatchewan pour le distinguer du district de Keewatin qui avait une relation plus autonome avec l'administration des Territoires du Nord-Ouest.
Une grande partie de la région a été incorporée dans la province de la Saskatchewan.
La partie ouest est devenue une partie de l'Alberta.
La partie est (qui s'étendait jusqu'au lac Winnipeg) fait maintenant partie du Manitoba.
Les conflits pendant la rébellion du Nord-Ouest de 1885 ont eu lieu dans le district de la Saskatchewan.

## Établissements
Le district de la Saskatchewan en 1888 comprenait les cinq établissements francophones de Saint-Laurent de Grandin, Fish Creek (en), Duck Lake, Batoche et Saint-Louis de Langevin dans la région de la Saskatchewan Sud (en) et les établissements de Green Lake (en), La Ronge, Red Deer Lake, Nut Lake (39-23-W2), Birch Hills, Fort à la Corne, Snake Plains (au nord-ouest de Carlton (en) près de Marcelin (en)), Birch Hills, Clarke's Crossing (38-4-W3), Rivière Shell (15 milles au nord-ouest de Prince Albert), Carrot River, Cumberland House (en), Le Pas, Grand Rapids, Battleford, Fort Pitt, Lac Frog, Onion Lake (en), Cold Lake, Fort Carlton, Humboldt, Saskatoon.
Le district abritait les Cris des traités No 4, No 5 et No 6 qui vivaient dans les réserves indiennes ainsi qu'une petite bande de Dénés qui vivaient dans la partie nord-ouest autour de Cold Lake.

## Population
La population du district de la Saskatchewan en 1885 était de 10 595 habitants. Le sous-district de Prince Albert comptait 5 373 habitants, dont environ 1 300 dans les colonies de la Saskatchewan Sud. À l'ouest se trouvait le sous-district de Battleford avec 3 603 personnes et à l'est le sous-district de la rivière Carrot avec 1 770 personnes.
Le plus grand établissement et la capitale du district était Prince Albert avec environ 800 personnes, suivi par Battleford (y compris South Battleford) avec environ 500 personnes.

## Frontières
Le district de la Saskatchewan couvrait principalement la partie nord de l'actuelle province de la Saskatchewan.
Il était bordé par les districts d'Alberta à l'ouest, d'Assiniboia au sud, la province du Manitoba au sud-est, et le district de Keewatin à l'est.
Aucun district ne fut créé au nord du district de la Saskatchewan en 1882, contrairement au district d'Alberta bordé au nord par le district d'Athabasca.
La plupart des frontières du district en 1882 ont été définies par des lignes du Dominion Land Survey :

- Au sud, la 9e ligne de correction, environ 51,97° nord ;

- À l'ouest, la ligne entre les rangs 10 et 11 à l'ouest du quatrième méridien (une ligne en forme d'escalier à environ 112° ouest) ;

- Au nord, la 18e ligne de correction, environ 54° nord ;

- À l'est, la rive ouest du lac Winnipeg et le fleuve Nelson.
La frontière fut déplacée vers le nord en 1895, à l'instar de la frontière nord du district d'Alberta avec le district d'Athabasca.
Dans le même temps, le district d'Athabasca fut étendu vers l'est, et devint limitrophe du district de la Saskatchewan au nord.